# Miracle (Bim Sherman)
Miracle è un album del cantante giamaicano Bim Sherman, pubblicato nel 1996.

## Tracce
1. Golden Locks (Justin Vincent, Bob West) - 5:38
2. Bewildered (Teddy Powell, Leonard Whitcup) - 4:29
3. Over the Rainbow (Justin Vincent) - 6:16
4. Must Be a Dream (Justin Vincent) - 5:41
5. Simple Life (Justin Vincent) - 5:09
6. Solid as a Rock (Justin Vincent) - 4:53
7. My Woman (Justin Vincent, Bob West) - 4:06
8. Missing You (Justin Vincent) - 4:06
9. Can I Be Free from Crying (Justin Vincent) - 4:23
10. Lover's Leap (Justin Vincent, Bob West) - 3:42
11. Just Can't Stand It (Justin Vincent, Bob West) - 4:07

## Formazione
- Skip McDonald - chitarra acustica, coro
- Carlton Ogilivie - coro
- Doug Wimbish - basso
- Talvin Singh - percussioni
- Bim Sherman - voce

### Formazione tecnica
- Nick Edwards - designer
- Alan Adiri, Alan Branch, Andy Montgomerey, Jeremy Wheatley, Paul Becket, Tony Brown - ingegneri
- Darren Grant, Maggie Apostolou - assistenti tecnici
- Colin Hawkins - fotografia
- Adrian Sherwood, Skip McDonald, Talvin Singh - produttori discografici